# Gregor iz Nise
Sveti Gregor iz Nise, tudi Sveti Gregor Niški ; cerkveni oče, škof, retorik, filozof, mistik in svetnik; * med 331 in 340, Kapadokija, današnja osrednja Turčija, † 394, Nisa.

## Življenje
Gregor se je rodil med letoma 331 in 340 v Kapadokiji. Mati Emelija, hči mučenca, se je po smrti moža, slavnega in premožnega govornika, umaknila v samotno in asketsko življenje; enako je storila tudi najstarejša sestra Makrina po smrti zaročenca. Gregorja sta vzgajala starejši brat Bazilij in Makrina, njegova »duhovna učiteljica«. Oče je zgodaj umrl, Bazilija kot najstarejšega sina in dediča pa so poslali v Carigrad in Atene; Gregor je ostal doma. Šolal se je najprej v Neocezareji, nato pa se je z družino preselil v Cezarejo in tam nadaljeval šolanje. V mladosti se je pričel ukvarjati s filozofijo. 
Kot mladenič je postal lektor v Cerkvi, nato pa je obrnil hrbet cerkvenemu stanu, saj se je odločil za posvetno kariero in postal učitelj retorike. Lotil se je študija grške književnosti, poglabljal se je v grško filozofijo, predvsem stoično modrost in apofatično religiozno filozofijo neoplatonizma. 
V tem času se je tudi poročil z izvoljenko Teosebijo (*385), pobožno in uglajeno žensko ter z njo dobil sina. Po nasvetu sestre Makrine, svetnice in puščavnice, se je Gregor umaknil iz javnega delovanja in se ponovno posvetil študiju ter duhovnosti, hkrati pa ni opustil zakonskega življenja. 
Pred Veliko nočjo leta 372 je bil posvečen za škofa Nise, nepomembnega mesteca v cezarejski metropoliji, zahodno od prestolnice. Tam se je znašel sredi dejanske skupnosti, ki se ji je moral prilagoditi. Pri bogoslužju je uporabljal jezik, poln podob, pri čemer je pozabil na filozofijo in govorništvo. 
Gregor kot kristjan ni mogel dobro razumeti, zakaj so pred obličjem Boga Križanega potrebne zdrahe, zato je v želji, da bi spravil brata Bazilija, cezarejskega škofa s krivoverskimi nasprotniki, arijancem naklonjenim cesarjem, sam ponaredil pisma, ki bi zadeve uredila, povzročil pa je škandal. Poleg poneverjanja so mu arijanski heretiki naprtili še očitek, da zapravlja cerkveno premoženje in nesmotrno porablja cerkvene dobrine. Gregor je bil odstavljen, na sinodi leta 376 so ga v odsotnosti obsodili na izgnanstvo. Po smrti arijanskega cesarja Valensa leta 378 se je Gregor zmagoslavno vrnil na škofovski sedež. 
Prava Gregorjeva kariera pa se je začela po smrti brata Bazilija 1. januarja 379, ko je postal teološki in samostanski dedič brata ter zaupnik novega cesarja Teodozija. Antiohijska sinoda mu je zaupala vizitacijo pontske dioceze. Istega leta pa mu je umrla sestra Makrina. 
Leta 380 je bil na svoje nezadovoljstvo izbran za nadškofa Sebaste; sedež je kmalu zapustil in se vrnil v Niso, kjer se je lotil pisanja polemičnih traktatov zoper heretike. Postal je branilec pravovernosti v soočenju z arijanstvom. Leta 381 je bil med najvidnejšimi osebami drugega vesoljnega cerkvenega zbora, ki je bil v Carigradu, mistik med škofi, ki so si prizadevali ubesediti vero Cerkve v božjo naravo »Gospoda najskrivnostnejšega«, Svetega Duha. Leta 382 je potoval kot poslanec po cerkvenih opravkih v Arabijo in Sveto deželo, v Carigrad je prihajal še ob drugih priložnostih, ob sinodah leta 382 in 383. Cesar Teodozij mu je zaupal govor ob pogrebu princese Pulherije leta 385 in njene matere, cesarice Plakile (Flacile) 386, zadnjič pa je v prestolnici omenjen leta 394 med podpisniki sinode, ko je dal nekaj navodil menihom. To je bilo njegovo zadnje znano dejanje, datum in okoliščine njegove smrti so neznane.

## Gregor kot človek
Gregor se nam kot človek predstavi soočen z bratom Bazilijem, proti katerem se mora boriti za potrditev. Bazilij je poročal o popolni neizkušenosti brata v cerkvenih zadevah, nerodnosti in pomanjkanju čuta za diplomacijo, mestoma je govoril o njegovi preproščini in nedolžnosti, a neobčutljivosti za prilizovanje. Da bi se izognil katastrofi, je Bazilij celo zavrnil predlog, da bi poslal Gregorija kot poslanca v Rim. Gregorjevo mišljenje je bilo duhovno neodvisno tako v soočenju s filozofi kot s predhodniki (Origen). Nastopal je proti romanjem, ki so po njegovem mnenju redko naredila romarje bolj svete, saj naj Bog ne bi bil vezan na svete kraje. Kot škof je bil zahteven, ni dopuščal nereda in razpuščenosti. V odnosu z metropolitom, naslednikom Bazilija, ki je bil ljubosumen na Gregorijev vpliv in mu je manjkalo kreposti da bi priznal prekašanje podrejenega, ni bil mehak. Gregorij je bil samorastnik, samouk, neodvisen od univerzalnih metod. Podvržen je bil vplivu sofistike, njegovo govorništvo je ostalo v okvirih šolskega nauka. Bolj kot besedo je obvladal misel, njegova proza je težka od zgoščenega razmišljanja, njegova misel je silovita, teološka obdelava globoka, mistika arhitekturno dodelana. Njegova moč se kaže v ravnovesju med mislijo in izkustvom, med teologijo in mistiko, med idejo in dramo. Med teologi 4. stoletja je najbolj oseben in univerzalen, z uporabo filozofije za poglobitev skrivnosti razodetja ni žrtvoval svoje vere. Gregorij je verjel, da vsa resnica prihaja iz Svetega pisma, svoje svetopisemske navdihnjenosti pa ni izražal z dobesednimi navedki, temveč s samim bistvom svojega nauka.

## Delo
Gregorijeva dela so po njegovem življenju zelo neenakomerno porazdeljena, samostojen in dejaven je postal šele po smrti brata Bazilija, v ta čas se postavlja večina njegovih spisov. Najbolj groba delitev njegovih del je na dogmatične spise, duhovno-teološka dela in eksegetske spise. 

### Dogmatični spisi
- Veliki katehetski govor (Oratio magna catechetica / Logos katechetikos ho megas); povzetek krščanskega nauka, posvečen krščanskim »učiteljem«, temeljit in sistematičen prikaz vere Cerkve; v treh knjigah je na izviren način izražen krščanski nauk o Bogu, svetu, človeku, človekovemu padcu, o obnovi vsega, ki jo izvrši učlovečeni Logos Božji, o krstu, evharistiji in veri.
- Proti Evnomiju (Pros Eunomion Antirrhetikoi); razprava, napisana v zaščito Bazilija, temeljno delo teološke gnoseologije in krščanskega apofatizma.
- Proti Apolinarijevim naukom (Antirrhetikon pros ta Apollinariou); dva spisa, v katerih se Gregor ukvarja z antropologijo in kristologijo, najpomembnejše antipolinaristično delo nasploh.
- Zoper Macedoniance, borce proti Duhu, o Svetem Duhu (Peri tou hagiou Pneumatos kata ton Makedonianon ton pneumatomachon); polemična predstavitev ortodoksnega bogoslovja Svetega Duha, v kateri je Gregor utemeljeval Njegovo božansko naravo. Podobnega značaja so drobnejši dogmatični spisi o skrivnosti svete Trojice, ki se v veliki meri držijo trinitarnega bogoslovja sv. Bazilija in sv. Gregorja Nazianškega, »Teologa«, značilno za Gregorja pa je poudarjanje enovitosti Božje »energeia«, enosti Trojičinega delovanja navzven.
- Evstatiju o Sveti Trojici (De Trinitate / Peri tes hagias Triados pros Eustathion)
- Kako govorimo o treh osebah (Pos tria prosopa legontas)
- Ablabiju o tem, naj ne meni, da govorimo o treh Bogovih (Peri tou me oiesthai legein treis theous pros Ablabion)
- Simpliciju o veri (De fide ad Simplicium / Peri pisteos pros Symplikion)
- Zoper Arija in Sabelija (Kata Areiou kai Sabelliou)
- O razliki med bistvom/bitnostjo in hipostazo (Peri diaphoras ousias kai hypostaseos)
- Zoper usodo (Kata tes heimarmenes); filozofski spev človeški svobodi, opisuje Gregorjev dialog s helenskim filozofom, ki je trdil, da mu je usojeno ne verovati.
- O pokojnih (Eis tous koimethentas); Gregor izrazi svoje gledanje na človeško stanje pred izvirnim grehom in na človeško telesnost.
- O otrocih, ki so nam ugrabljeni prezgodaj (Peri ton nepion pro horas apharpadzomenon); antropološke misli.

### Duhovno-teološka dela
- O duši in vstajenju (Peri psyches kai anastaseos); iskren in brezkompromisen platonski razgovor o smrti in nesmrtnosti med Gregorjem in njegovo sestro sv. Makrino; v tem krščanskem »Faidonu« modra sestra, tudi sama na pragu smrti, Gregorju, obupanemu nad nedavno smrtjo brata Bazilija in zgroženemu nad ničem, razkriva vstajenski smisel človeškega obstoja.
- O devištvu (Peri parthenias); Gregor razvija mistiko meniškega življenja, utemeljenega v devištvu Bogočloveka in Bogorodice.
- Kaj pomeni krščansko ime in poklic (Peri tou ti to Christianon onoma e epangelma); skrivnostna definicija: »Krščanstvo je posnemanje Božje narave« (»theias physeos mimesis«).
- O popolnosti ali kakšen naj bo kristjan (Peri teleiotetos kai hopoion dei einai ton Christianon); določitev krščanstva konkretizira v misli o posnemanju Kristusa kot udeležbi v Njegovi skrivnosti.
- Osnutek (Hypotyposis) ali O cilju, ki je po Božji volji in o resnični askezi (Peri tou kata Theon skopou kai te skata aletheian askeseos); Gregor poda dokončne misli o duhovnem življenju, predpostavka le-tega je odpoved svetu in sebi ter popolna izročitev Božji volji.

### Eksegetski spisi
Gregor je bil velik poznavalec Svetega pisma, vendar odnos do ubesedenega Logosa ni bil podoben današnjemu, znanstvenemu in psevdoznanstvenemu razlaganju besede, Pismo je razlagal skozi svojo duhovno izkušnjo, srečujeta se mistični polet in vera v inspiracijo.
- O Mojzesovem življenju (De vita Moysis / Eis ton bion Moyseos); Gregor razvija mistiko, ki po eni strani izvira iz etično-asketskega radikalizma, po drugi stani pa ga utemeljuje. Spis je razdeljen na dve knjigi, v prvi Gregor obnovi svetopisemsko poročilo o velikem zakonodajalcu Izraela, v drugi pa alegorično razloži njegovo življenjsko pot kot simbol romanja duše od izgubljenosti v tujini, v »Egiptu« čutnega sveta vse do končnega objema z nespoznatnim Bogom.
- O stvarjenju človeka (De opificio hominis / Peri kataskeues anthropou); razprava, ki jo je Gregor poslal bratu Petru, v njej razlaga 1 Mz 1,26: »Ustvarimo človeka po svoji podobi/ikoni in sličnosti.«
- Zagovor Šesterodnevja (Explicatio apologetica in Hexaemeron / Apologetikon peri tes Hexaemerou); razprava, prav tako namenjena bratu Petru, v kateri na filozofsko poglobljen način interpretira kozmologijo Geneze in razvija svoje poduhovljeno, nadvse sodobno pojmovanje materije.
- O naslovih psalmov (In psalmorum inscriptiones / Eis tas epigraphas ton psalmon); alegorična razlaga posameznih naslovov psalmov kot mistične šifre za duhovni vzpon duše; pet knjig psalterija je pet stopenj v dvigu duše k Bogu.
- Natančna razlaga Pridigarja (Exegesis akribes eis ton Ekklesiasten); pokaže, da je resničen namen te »nihilistične« svetopisemske knjige »dvigniti um nad čutno zaznavo«.
- Razlaga Visoke pesmi (In Canticum Canticorum / Exegesis tou asmatos ton asmaton); dovršena alegorična interpretacija, s katero razvija krščansko mistično teologijo in opisuje skrivnostno poroko med Bogom in dušo.
- O blagrih (De beatitudinibus / Eis tous makarismous); Gospodove blagre Gregor razloži kot stopnice na poti k Bogu.

Ohranjenih je tudi precej Gregorijevih homilij in 30 pisem različne vsebine in pomena. Slogovno je pod močnim vplivom »druge sofistike«, ohranjeno je pismo znamenitemu govorniku Libaniju, s samo literarno zvrstjo homilije (pridige) pa kaže, da se obrača na širše kroge vernikov.

## Gregorjeva teologija

### Odprt sistem
Za Gregorjevo filozofijo in teologijo je najznačilnejša širina, odprtost za izročeno, krščansko in predkrščansko filozofsko Izročilo, še bolj pa ga označuje odprtost za Neizrekljivo, ki izrečeno osmišlja. Gregorjeva misel je odprt sistem, sistem gibanja, poti, napredovanja, brezmejnega poglabljanja in iskanja. Večno napredovati v iskanju in nikoli ne prenehati z vzponom, to je zanj resnično uživanje Želenega. Spozna, da je tisto, kar je treba iskati, tisto, česar najdenje je prav večno iskanje (auto to aei dzetein), kajti ni nekaj drugega iskanje in nekaj drugega najdenje, ampak je dobiček od iskanja iskanje samo.

### Nauk oSveti Trojici
Gregor je uspel do kraja krščansko izraziti najgloblje uvide Origena in njegovih učencev, prvi je zaslutil teološki pomen gibanja, spoznal je povezanost časa in ljubezni ter filozofsko rehabilitiral »postajanje«: za razliko od apofatično slutenega trojičnega Božanstva neskončnega Boga, v katerem ni razmaka (diastasis), so vsa ustvarjena bitja, ki nemirno trepetajo med bivanjem in ničem, vselej diastatična«, raztezajo se v prostoru, iztezajo se v času; to gibanje ne bo prenehalo niti ob koncu sveta. Apofatizem je ključ do Gregorjeve miselne stavbe, predpostavka metafizike neskončnega napredovanja in iskanja: Iskani in Želeni je nespoznatni trojični Bog. Njegova narava je nad vsem in je v vsem nedoločljiva, je nevidna, netelesna, nedoumljiva in brezimna. Njen edini razpoznavni znak je to, da je nad vsakim razpoznavnim znakom (gnorisma). Njeno edino ime je to, da je nad vsem, Bog je Neskončni. Čeprav pa je po svojem bistvu/bitnosti neviden in nedojemljiv, postaja dostopen, zaznaten in priobčljiv v svojih delovanjih (energeiai), motrimo ga po Njegovih lastnostih (idiomata), ki so na Njem. Celo ime Bog, ki je skupno vsem trem Hipostazam, Očetu, Sinu in Svetemu Duhu, se ne nanaša na Božjo naravo (physis), ampak na tisto, kar je na Njej, na njena delovanja. Po veri iz Božjega razodetja vemo, da Bog obstoji kot Trojica oseb, a kako obstoji kot trojica, je neizrekljiv misterij. Človek si za pojasnitev nadštevilne enosti treh obstojev (hypostaseis), treh oseb, sme pomagati z analogijami iz območja ustvarjenih bitnosti, npr. z analogijo odnosa med človeško naravo in posamezniki, ki naj bi imeli eno in isto delovanje ter med dušo in njenimi deli. Kljub temu pa trinitarni nauk ne odpravlja apofatizma, ampak ga poglablja: absolutno nedostopna in neimenljiva Božja »ousia«, podarjajoča se le po milosti, je bolj drugačna od enega, s katerim se z naravno nujnostjo zedini vsakdo, ki se je uspel osvoboditi mnogoterosti.

### Stvarjenjeiz niča inontologijasnovnega
Bog je svet po svojem stvariteljskem Logosu in Duhu ustvaril v času in zato ima vesolje svoj začetek in konec. Nastanek sveta ima svoje počelo v Božji volji in dobroti. Stvarjenje v času pa ne pomeni spremenljivosti Nespremenljivega, saj so vse stvari že od vekomaj obstajale v Božji volji, kot miselni vzgoni, zametki (noerai aphormai), duhovne okrajšave bivajočega kot takega. Gregorjevo celotno bogoslovje alegorizira grško predkrščansko modrost; z veliko metafizično pronicljivostjo je pokristjanil platonski nauk o skrivnostno obstoječih bistvih stvari, o idejah. S tem je na pomembni točki popravil Origenov in origenistični nauk ter na pravilen način razrešil dilemo med stvarjenjem od vekomaj, ki ogroža Božjo svobodo in kontingentnost ustvarjenega, in med časnim stvarjenjem, ki spravlja v nevarnost Božjo presežnost, drugačnost in nespremenljivost. Prehod iz nesnovnega sveta v snovni svet in iz nevidnega v vidni Gregor osvetli z naukom, da je snov le sinteza mnogih abstraktnih lastnosti v konkretne bitnosti, združitev medsebojno povezanih miselnih vzgonov ali golih misli. Njegova ontologija snovnega je zaznamovana z bližino fizičnega in metafizičnega ter poduhovljen in dinamičen pojem materije. V temelju drži svet skupaj božja modrost in sila, njegova umetnost (techne), ki vse vodi z dvojnim delovanjem, vztrajanjem (stasis) in gibanjem (kinesis). Vesolje je s svojim ritmom kot hvalnica Božji vsemogočnosti. Smisel stvarjenja je človek. Vse je bilo ustvarjeno zanj, vse je usmerjeno k temu, da bi človeštvo uživalo Božje dobrine: človeka je Logos ustvaril iz preobilja dobrote. Kakor vse bivajoče, je tudi sam človek vnaprej obstajal v Božji misli, vsa človeška polnost (pleroma) je vnaprej obstajala. Tako Gregor ortodoksno izrazi origenistični nauk o preeksistenci duš.

### Nauk o bogopodobnosti človeka
Človek ni le mikrokozmos kot odsev ubranosti velikega vesolja, makrokozmosa, vendar je nova harmonija bistveno harmonija čutnega in duhovnega, le misli dostopnega (noeton) in zaradi duhovne prvine v svoji naravi je človek kar »drugo ono« (allo ekeino), s čimer Gregor strahospoštljivo izrazi našo »bogopodobnost«. A ne le zaradi duhovne prvine, temveč za Gregorja Podoba v človeku pomeni udeleženost človeka v Božji nespoznatnosti; bogopodobnost se skriva v človekovi nedoumljivosti in neizrekljivi eksistencialni resničnosti. Zato človeka, tako kot Boga, lahko spoznamo le na apofatičen način in osebnostno. Zaradi duše je človek na meji dveh svetov: vidnega in nevidljivega. Duša je bitnost (ousia), ki obstoji po sebi, je neposredno utemeljena v apofatično razumljenem Bogu, je preprosta, misleča (noera), nesnovna, nedotakljiva, breztelesna in živi tudi po razpadu človeške mešanice (synkrama), po spojitvi duše in telesa. Moči duše Gregor po starodavnem filozofskem izročilu deli na hranilno, zaznavno in miselno moč; slednja je poglavitni (kyrion) del duše.
Prvi človek, Adam, je v sebi potencialno zaobjemal vse človeške duše, v posameznem človeku pa je ob njegovem spočetju duša ustvarjena obenem s telesom, torej duša ni pred telesom in telo ni brez duše, ampak je en sam hkraten začetek obojega. Zlo nima obstoja (hypostasis), ampak je posledica svobodne volje (proairesis), ki se oddalji od dobrega; v primerjavi z bivajočim je nebivajoče, z lučjo tema, z življenjem smrt.

### Nauk o dvojnem stvarjenju
Gregor ohranja origenistični nauk o dvojnem stvarjenju. Zaradi padca prastaršev, ki ob mistične, nadzgodovinskem stvarjenju pripelje do padca vseh ljudi, nastane v času zemeljsko, propadljivo in smrtno človeštvo. Da bi Adamu, Človeku povrnil prvotni sijaj in mu izmil umazano kraljevsko podobo, se je Sin Božji učlovečil. V Njen sta se zedinila Božja in človeška prvina na način, ga po analogiji lahko primerjamo z združitvijo človeškega telesa in duše. Ponižen sestop Boga k stvarem je čudež nad vsemi čudeži, Božja zvijača, s katero so prelisičene moči zla, smrti in razpada, in zaradi katere je človeštvo na najmodrejši način odrešeno, ne da bi bil okrnjen misterij svobode. Zedinjenje, ki ga Gregor imenuje pomešanje (anakrasis) Božje in človeške narave v Jezusu slednjo, ki jo Gregor imenuje kot mistično, duhovno obstoječo občost, dviga na raven Božanstva. Kakor je padec prastaršev pripeljal do padca vseh ljudi, tako je Gospodovo vstajenje vsem omogočilo novo življenje. Človek je spet dobil »parrhesia«, svobodo govora, otroško zaupljivost z brezmejno Drugačnim.

### Nauk o zakramentih
Gregor je razvil bogat nauk o zakramentih, »misterijih«, po katerih je mogoča udeležba v novem stvarstvu preobražene in poveličane Jezusove človeške narave. 

### Duhovna teologija
Gregor je bil strasten polemik, globok oznanjevalec in predvsem vase zaprti samotar in molilec. Njegova duhovnost predstavlja nekak prehod med mistiko in duhovnim naukom starejše aleksandrijske šole (Origen) ter klasičnimi mistiki (sv. Dionizij Areopagit, sv. Maksim Spoznavalec). Človekova pot k Bogu je boj, neprestan napor in trpljenje, pri čemer z dušo vernega človeka sodeluje Duh in jo varno vodi k Ljubljenemu. Gregor ugotavlja v sami človeški naravi težnjo k Dobremu in Lepemu, »blaženo ljubezen« (makarios eros), ki v svoji čistosti in ozdravljenosti sovpada z ljubeznijo do Boga. 
Duša se mora vrniti vase iz raztresenosti, v sebi mora spoznati svoj neizrekljivi in nedoumljivi Pravzor: Podobo, po kateri je ustvarjena. Da bi to dosegla, se mora v porodni bolečini očistiti strasti, nato v gnostičnem prodoru zapustiti ne le vse čutne, ampak tudi vse le misli dosegljive (noeta) stvari; v njih mora prepoznati simbole in teofanije edino bivajočega Boga. Za »trezno pijanost« (nephalios methe), do katere pridemo, ko motrimo Boga z »očesom srca«, je potrebna popolna golota od vsega bivajočega, ki edina omogoča »izstop (ekstasis) k bolj Božanskemu«.
Gregor opisuje Mojzesovo življenje kot pot duše do Boga. Mojzesov vzpon v sinajsko temo razume kot prikrito sporočilo Pisma, da »je Božanstvo po naravi tisto, kar je višje od vsakega spoznavanja in doumevanja«. V neizrekljivi in za zdravi razum protislovni istovetnosti, »mrak sam ne prikriva presežnega veličastva, ampak jasna luč Jezusovega Nauka temo osvetljuje«. Gregor iz svoje bogate duhovne izkušnje opisuje skrivnost Bogospoznanja: »Iz božanske noči prihaja... v njej postane navzoč (paraginetai), a se ne kaže (ou phainetai); duši daje občutek prisotnosti (parousia), a beži pred vsakim jasnim doumevanjem…«. Gregorjevo mišljenje Božje prisotnosti je zasnutek izvirne ontologije, ki presega antični pojem bivanja in transcendence ter razvija svojevrstno eksistencialistično teologijo. Na koncu duhovnega življenja Gregor tako kot Origen uzre mistično, absolutno presenečenje Poboženja. 
Gregor, pogumni, izvirni in samostojni mislec, je ohranil origenistični nauk o apokatastazi. Ob koncu sveta, ko bo dopolnjeno število rojstev, bo sledila »premena prvin« (anastoicheiosis), prestrukturiranje bivajočega kot takega, sprememba človeštva iz strastnih bitij v brezstrastna. Grešniki, hudi duhovi in celo sam iznajditelj zla bodo ozdravljeni in glasovi vsega stvarstva se bodo dvignili v veličasten slavospev Neustvarjenemu, v obnovljen ples bivajočega, v slavo Trojice, v sozvočje (symphonia) ustvarjenega in Stvarnika.

## Zanimivosti
Gregorjev spis Življenje sv. Makrine se uvršča v antično literarno zvrst biografije, čeprav je bilo sprva zasnovano kot pismo, vendar tako po obliki kot po obsegu presega okvir pisma. Biografija je imela v antiki velik pomen in je skušala podati celostno podobo o nekem velikem človeku, želela je zaobjeti njegovo osebnost, ki so jo pojmovali kot enoto dejanj, usode in življenja. Gregor se je zgledoval po tej ustaljeni literarni obliki, vendar je njegova predstavitev sestre prerasla v hagiografijo. Njegov prvi namen je bil namreč predstavitev življenja svetnice in njenih velikih kreposti. Gregorjev življenjepis sestre vsebuje prvine grške filozofske biografije, krščanske hagiografije in značilne osebne avtorjeve lastnosti. Gregor je želel predstaviti ideal filozofije, ki je Makrini omogočil vzpon do najvišje mere človeške kreposti. V primerjavi z drugimi hagiografijami je opaznih nekaj značilnih govorniških splošnih mest: Gregor se izogiba imenovanju sestre z osebnim imenom, raje ji daje imena, ki jasno označujejo njeno svetništvo in nravno popolnost, imenuje jo velika, sveta, blažena, njeno mrtvo telo imenuje sveto telo in sveta lepota. Ne predstavlja je le kot svetnice, temveč jo uvršča celo na raven mučencev. 
Z grško filozofsko biografijo Gregorjev spis vežejo skupne teme: boj za prevlado uma nad strastmi, ki se dovrši v brezstrastju, dvig duše do motrenja Boga, uboštvo in altruizem. Temeljna ideja je ideja o duhovnem napredovanju do polnosti, opis smrti je tipično shematiziran, predstavljena je kot Gregorjeva duhovna učiteljica. Njeno vzgojo Gregor poda kot vzor meniške vzgoje, iz česa se sklepa, da je življenjepis pisan za asketsko okolje nastajajočega meništva. Življenjepis ima tudi izrazit pečat Gregorjevega osebnega stila, ohranjal je svobodo pisanja v lastnem slogu, ki ga imenujejo »Gregorjev aleksandrinizem«, ki ga prepoznamo v občutljivem opisovanju nesreč v družini, pogosto je omenjanje solz, žalosti, vzdihovanja in žalovanja, kar daje delu nekoliko patetičen značaj. Tipično za njegov aleksandrinizem je natančno opisovanje dogodkov in veliko število retoričnih postopkov »druge sofistike«. Gregor ima rad primerjave, slogovne figure, aliteracije in asonance, zamenjava ednino z množino, uporablja glagole, sestavljene z enim ali dvema prefiksoma. To hagiografijo/žitije delajo literarno zanimivo težka stilna določljivost, zapleten slog in velika neodvisnost od ustaljenih značilnosti biografske književne zvrsti. Oris zgodnjega asketskega ideala krščanskega življenja, dragocen opis življenja maloazijske krščanske skupnost] iz 4. stoletja, poročilo o navadah ob smrti in pogrebu pa uvrščajo delo med zgodovinsko najtehtnejše spise antične hagiografije.